# Педагошко друштво Војводине
Педагошко друштво Војводине је добровољно струковно удружење дипломираних педагога и професора педагогије које делује на територији Аутономне покрајине Војводине. Налази се у згради Високе школе струковних студија за образовање васпитача Нови Сад, у улици Петра Драпшина 8. Председница Педагошког друштва Војводине је Сања Риста Попић, а потпредседница Отилиа Велишек Брашко.

## Историјат
Педагошко друштво Социјалистичке Републике Србије је основано 1959. године. За деловање на територији Војводине је постојао Покрајински одбор, касније и пододбор Педагошког друштва СРС за АП Војводину. Године 1976. је донет статут Савеза педагошких друштава Југославије, а 1977. је промењен назив у Педагошко друштво САП Војводине. Следеће године је донето решење о упису у регистар удружења грађана под називом Савез педагошких друштава Социјалистичке Аутономне Покрајине Војводине са седиштем у Новом Саду и делатношћу на подручју САП Војводине. Године 1986. је донето решење о упису у регистар друштвених организација под називом Савез педагошких друштава Војводине са седиштем у Новом Саду, Војводе Путника 1. Законом о удружењима 2011. је промењен назив у Педагошко друштво Војводине, а 2020. је промењено седиште на адресу Високе школе струковних студија за образовање васпитача Нови Сад, улицу Петра Драпшина 8.
Мисија Педагошког друштва Војводине је унапређивање мреже педагога и осталих стручњака који се стручно и научно баве проучавањем образовања и васпитања, кроз развој и повезивање савремене праксе и науке. Циљ им је подстицање и координирање активности педагога Војводине, унапређивање васпитно–образовне праксе, развој педагошке науке кроз научно истраживачки рад, повећање степена професионализма, професионалне аутономије и одговорности педагога за унапређење квалитета васпитно–образовног процеса. Организују акредитоване обуке, онлајн сусрете, вебинаре, семинаре, тематске састанке, студијске стручне посете предшколским установама и промоције стручног и научног часописа Педагошка стварност.

## Запослени
Тим Педагошког друштва Војводине чине:
- Сања Риста Попић, директорка
- Отилиа Велишек Брашко, потпредседница
- Елвира Стефановић, чланица Управног одбора
- Снежана Шћибан, чланица Управног одбора
- Јасмина Шестак, чланица Управног одбора
- Мила Бељански
- Бојана Перић Пркосовачки, чланица Управног одбора
- Борка Малчић, чланица извршног одбора и редакције часописа
- Станислава Марић Јуришин, чланица Управног одбора и редакције часописа
- Бојана Марковић, чланица извршног одбора
- Јелена Рајков
- Бојана Пиља, чланица редакције часописа
- Тамара Радовановић, чланица извршног одбора и редакције часописа
- Марина Јурик, чланица извршног одбора
- Бојана Субашић, чланица извршног одбора
- Марина Дакић